# 이바르 우어 이바르
이마르 우어 이마르(아일랜드어: Ímar ua Ímair, ? ~ 904년), 노르드어로는 이바르(고대 노르드어: Ívarr)는 9세기 더블린 왕국의 노르드인 또는 노르드게일인 왕이다. 이바르의 손자로서 이바르 왕조의 일원이다.
이바르는 시그트뤼그 이바르손이 살해당한 896년에서 902년 사이에 왕위에 올랐으나 정확한 시기는 알 수 없다. 이바르가 즉위하기 전 더블린은 극심한 궁중암투로 다 망해가고 있었다. 주위의 토착 게일인 국가들은 이 기회를 틈타 자신들의 영향력을 확대시키려고 했다. 더블린 왕국에 대한 이러한 적대는 바이킹이 에린의 종교성소들을 약탈한 것에 대한 보복심리도 있었다. 노르드인들은 890년-91년에 아르드브라칸, 클루언, 도나패트릭, 카른나로스, 글렌덜로흐, 킬데어 등지의 천주교 수도원들을 약탈한 바 있었다.
902년 브레가와 라긴이 더블린의 노르드인들을 몰아내기 위한 동맹을 맺었다. 이바르가 이끄는 노르드인들은 일단 더블린을 버리고 스코틀랜드로 후퇴했다. 이듬해 이들은 픽트의 왕 카우산틴 막 아다(카우산틴 2세)와 싸웠다. 1년만에 전쟁은 카우산틴의 승리로 끝났고, 《알바 열왕편년사》에 따르면 그 전투가 벌어진 장소는 스라흐 에런이라고 한다. 《울라 연대기》에서는 이바르 우어 이바르가 같은 해 포르트루의 픽트인들에게 죽었다는 내용이 실려 있는데, 《알바 열왕편년사》에 나오는 카우산틴과의 전쟁과 같은 사건을 일컫는 것 같다.
이후 노르드인들은 917년 이바르의 또다른 손자 시그트뤼그 카흐가 에린 땅에 상륙하여 라긴군을 상대로 결정적 승리를 거두기 전까지 더블린으로 돌아오지 못했다

## 참고 자료
- “The Annals of Ulster”. 《Corpus of Electronic Texts》 15 Augu 2012판. University College Cork. 2012. 2014년 11월 23일에 확인함.
- Brink, Stefan; Price, Neil (2008년 10월 31일). 《The Viking World》. Routledge. ISBN 978-1-134-31826-1.
- Downham, Clare (2007). 《Viking Kings of Britain and Ireland: The Dynasty of Ívarr to A.D. 1014》. Edinburgh: Dunedin Academic Press. ISBN 978-1-903765-89-0.
- Sawyer, Peter (January 2001). 《The Oxford Illustrated History of the Vikings》. Oxford University Press. ISBN 978-0-19-285434-6.
- Skene, William Forbes (1867). 《Chronicles of the Picts, Chronicles of the Scots: And Other Early Memorials of Scottish History》. H. M. General Register House.
- Woolf, Alex (2007). 《From Pictland to Alba: 789 – 1070》. Edinburgh University Press. ISBN 978-0-7486-1234-5.

| 야른크네 | 제6대 더블린 국왕 ?년–902년 | 시그트뤼그 카흐 |